# Peggy Sue hat geheiratet
Peggy Sue hat geheiratet (Originaltitel: Peggy Sue Got Married) ist ein US-amerikanischer Spielfilm aus dem Jahr 1986 von Francis Ford Coppola. Die Komödie stellt eine gerade getrennt lebende Hausfrau und Mutter in den Mittelpunkt, die nach einem Ohnmachtsanfall in ihre High-School-Zeit zurückversetzt wird. Mit dem Bewusstsein einer reifen Frau ausgestattet bietet sich ihr die Chance, die gemachten Fehler in ihrem Leben zu korrigieren. Neben der Koproduktion übernahm TriStar Pictures auch den Vertrieb. Der Film brachte der Hauptdarstellerin Kathleen Turner ihre bislang einzige Oscar-Nominierung ein.

## Handlung
Peggy Sue ist nach 25 Jahren zu einem Jubiläumsklassentreffen eingeladen. Ihr Ehemann Charlie ist ebenfalls eingeladen, jedoch haben die beiden sich erst kürzlich voneinander getrennt, weil Charlie, ein lokal bekannter Ramschkönig, sich lieber mit seinen Verkäuferinnen vergnügt, als sich um seine Familie zu kümmern. Um den Nachfragen nach Charlie beim Klassentreffen zu entgehen, lässt Peggy Sue sich von ihrer Tochter Beth zum Klassentreffen begleiten. Dank ihres Kleides, das sie schon zu ihrem ehemaligen Abschlussball trug, und ihrer attraktiven Tochter Beth fällt das Gespräch zunächst nicht wie befürchtet auf ihre Trennung von Charlie. Doch das Thema wird selbstverständlich angesprochen. Schließlich ist allen ehemaligen Mitschülern bekannt, dass Charlie und Peggy Sue sofort nach der Highschool heiraten mussten, weil Peggy schwanger war. Als wären diese Fragen nach Charlie nicht schlimm genug für sie, taucht er dann auch noch persönlich auf der Feier auf, was Peggy Sue noch mehr zusetzt.
Genau wie beim Abschlussball werden auf dem Jubiläumsklassentreffen „King“ und „Queen“ der Abschlussklasse gewählt. Neben dem damaligen Außenseiter und Nerd Richard Norvik, der mittlerweile mit Computern zum Milliardär geworden ist, wird Peggy Sue ausgewählt. Zunächst möchte sie nicht zur Ehrung auf die Bühne gehen, aber schließlich macht sie es. Während der kurzen Ansprache an ihre ehemaligen Mitschüler fällt sie in Ohnmacht.
Als sie wieder erwacht, findet sie sich im Jahr 1960 bei einer Blutspendenaktion wieder. Zuerst glaubt sie, sie sei während des Klassentreffens verstorben, doch je mehr sie von ihrer alten Zeit wiederentdeckt, desto mehr wird ihr klar, dass sie wohl wirklich eine Zeitreise unternommen haben muss. Die Erkenntnis fällt ihr schwer, schließlich ist sie eine gestandene Mutter, Hausfrau und Erwachsene gewesen, die sich nun den Zwängen der Jugend unterwerfen muss. Nicht nur, dass sie den Mathematiklehrer wegen der Nutzlosigkeit von Algebra kritisiert, sie darf sich nicht einmal mehr alkoholhaltige Getränke gönnen. Allerdings sieht sie auch die Chance, Dinge in ihrem Leben zu korrigieren. So trennt sie sich zuerst von Charlie und nähert sich dann ihren Mitschülern Michael Fitzsimmons und dem Außenseiter Norvik an. Des Weiteren versucht sie die Beziehung zu ihrer jüngeren Schwester Nancy zu intensivieren, damit sie sich später nicht mit ihr auseinanderlebt.
Da Peggy Sue die Zukunft und alle ihre Entwicklungen bis ins Jahr 1985 bereits kennt, weiß sie, welche Investitionen in Technologien sich lohnen werden. Nachdem sie Norvik davon überzeugt hat, dass sie aus der Zukunft kommt, erzählt sie ihm all die Geheimnisse um High-Tech wie z. B. Stereoanlagen, Taschenfernseher, Mikrowellenherde und Strumpfhosen. So verbringt sie immer mehr Zeit mit ihm und erzählt ihm von erfolgreichen Dingen aus der Zukunft.
Das verärgert Charlie, denn er liebt Peggy Sue sehr und versucht es ihr auch immer wieder zu gestehen und zu beweisen. Doch diese hat ihn und seine Lügen satt, widmet sich viel lieber dem angehenden Poeten Fitzsimmons und nähert sich ihm nicht nur intellektuell, sondern auch körperlich. Als Charlie von dem nächtlichen Treffen erfährt, ist er außer sich und offenbart Peggy Sue erneut seine Gefühle. Er könne ihr jeden Fehltritt verzeihen, nur dürfe sie ihm nicht seine Liebe verwehren. Peggy Sue erkennt, dass Charlie nie so sein wollte, wie er in der Zukunft ist. Sie hingegen weiß, dass er immer in ihrem Herzen sein wird und er sich dadurch immer wieder Fehler erlauben darf. Allerdings will sie damit nichts mehr zu tun haben.
Stattdessen besucht sie ihre innig geliebten Großeltern, die vor langer Zeit verstarben, und genießt diese erneuten Augenblicke mit ihnen. Nachdem sie ihrem Großvater erzählt hat, dass sie aus der Zukunft kommt, nimmt er sie mit zu seiner Logenvereinigung, einer Geheimorganisation älterer Männer, die einst von einem Zeitreisenden gegründet wurde. Dort führen die Mitglieder der Loge ein geheimes uraltes Ritual durch, das Peggy Sue wieder in ihre Zeit versetzen soll. Außerhalb des Gebäudes wütet ein größerer Sturm, es gewittert und der Strom fällt aus. Als das Licht wieder angemacht wird, ist Peggy Sue verschwunden und die Logenmitglieder bejubeln ihren scheinbaren Erfolg. Doch es war Charlie, der sie in einem unachtsamen Moment während des Rituals entführte und ihr erneut seine Liebe gesteht. Und abermals verweigert sich Peggy Sue ihm, da sie aufgrund ihrer schlechten Erfahrungen nie wieder mit ihm verheiratet sein möchte. Doch Charlie lässt sich nicht entmutigen und schenkt ihr ein Medaillon als Zeichen und Beweis seiner Liebe. Obwohl es sich, nachdem sie es geöffnet hat, um Kinderbilder von ihr und Charlie handelt, glaubt sie im ersten Moment, dass es sich um die Bilder der gemeinsamen Kinder handelt. Dieser Gedanke führt anschließend auch dazu, dass sie sich wieder auf Charlie einlässt und mit ihm schläft.
Am nächsten Morgen erwacht sie wieder im Krankenhaus ihrer Gegenwart, an der Seite des gealterten Charlie, der mehrere Tage nach ihrem Zusammenbruch beim Klassentreffen an ihrer Seite am Krankenbett wachte. Sie selbst hält ihre Erinnerungen für einen Traum und wehrt Charlie trotz aller Liebesbekundungen ab. Erst als sie ein Buch von Fitzsimmons mit einer persönlichen Widmung ihrer gemeinsamen Nacht erhält, erkennt sie, dass sie wirklich in der Vergangenheit war. Nun sieht sie wieder eine Chance auf eine Versöhnung mit Charlie. Und getreu dem Motto ihrer Großmutter, ein guter Apfelstrudel halte die Familie zusammen, schlägt sie Charlie vor, vielleicht einmal gemeinsam einen Strudel zu backen.

## Produktion
Nachdem ursprünglich Penny Marshall für die Regie und Debra Winger für die Titelrolle vorgesehen war, übernahm Francis Ford Coppola die Regie. Er besetzte dabei nicht nur seiner Tochter Sofia Coppola für eine Nebenrolle, sondern auch seinen Neffen Nicolas Cage für die männliche Hauptrolle. Auf Cage fiel seine Wahl, da er ihn nach Valley Girl bereits für seinen Film Cotton Club in der Hauptrolle besetzt hatte, und zufrieden mit dessen Arbeit war. Doch sowohl Cage als auch TriStar Pictures waren nicht begeistert. Erst nach Coppolas Intervention spielte Cage schließlich die Rolle des Charlie. Da ihm lange unklar war, in welchem Genre sich der Film bewegen würde, entwickelte er die Figur  – nach Rücksprache mit Coppola – nach dem Vorbild von Pokey, einer Zeichentrickfigur aus Gumby, und lebte dies vor der Kamera exzessiv aus. Schon während der Dreharbeiten stand Cage wegen ständiger Kritik an seiner Darstellung kurz vor der Entlassung. Insbesondere Turner war verwundert, dass sie „einen Jerry Lee Lewis auf LSD“ als Partner hatte. Es wurde die letzte Zusammenarbeit zwischen Coppola und Cage.
Auch Coppola mochte den Film anfangs nicht, sodass er ihn intensiv umschreiben ließ. Insbesondere war ihm wichtig, dass bei der Überarbeitung des Drehbuches der Kleinstadtcharme nach Vorbild von Thornton Wilders Unsere kleine Stadt hineingeschrieben wurde. So orientiert sich der Film stark am letzten Akt des Theaterstückes von Wilder, in dem die verstorbene Hauptfigur Emily an einem Tag als unsichtbarer Gast das Leben ihrer Familie und Freunde beobachtet und dabei die Nichtigkeit vieler alltäglichen Dinge bemerkt. Insgesamt schrieb Coppola nahezu das ganze Drehbuch um, damit aus einer seichten Komödie ein eher sentimentales Drama wurde. Er entfernte skurrile Szenen, wie etwa eine Hypnoseszene, in der ein Schüler Peggy Sue hypnotisiert, damit sie ihre Bluse öffnet, und setzte stärker auf eine tiefe Melancholie.
Im Originaldrehbuch war auch eine Nebengeschichte um Rosalie geschrieben, die im Rollstuhl sitzt. So versucht Peggy Sue zu verhindern, dass sie sich bei einem Turnier verletzt („I think you should give up diving. It's dangerous.“), doch Rosalie, der auch zwei Gratulationsszenen hineingeschrieben wurden, tut dies als Spinnerei ab, da sie sowohl die Beste im Land sei, als auch täglich mindestens drei Stunden trainiere („Don't be silly, I'm the best in the county. [...] I spend three hours a day practicing. I have trainers, I know what I'm doing.“). Nachdem Peggy Sue später von Charlie entführt wird und dessen Liebesgeständnisse gehört hat, meint sie nur, dass sie nicht verrückt genug sei, ihn ein zweites Mal zu heiraten, denn schließlich konnte sie nicht einmal Rosalie helfen („I might be crazy, but I'm not crazy enough to marry you twice. There's a lot of things I can't change. I can't even think about them. I tried. But I couldn't even help Rosalie.“). In der deutschen Version wurde daraus die Dialogzeile, dass sie sich nicht einmal selbst retten konnte.

## Hintergrund

### Buddy Hollys Lieder: „Peggy Sue“ & „Peggy Sue Got Married“
Der titelgebende Song Peggy Sue Got Married von Buddy Holly wird nicht nur im Soundtrack des Films benutzt. Sowohl er als auch Hollys Hit Peggy Sue weisen insbesondere auch eine inhaltliche Nähe zu dem Film auf. Während der im September 1957 erschienene Song Peggy Sue von der einzig wahren Liebe zu einer Frau namens Peggy Sue handelt, so handelt dessen im Dezember 1959 aufgenommene Fortsetzung Peggy Sue Got Married von der Enttäuschung, dass Peggy Sue bereits vergeben und mit dem Falschen verheiratet sei. Der Film behandelt ebenfalls beide Themen und zeigt anfänglich das Thema des titelgebenden Liedes und dass sie mit dem Falschen verheiratet ist. Im Mittelteil des Filmes wird wiederum das Thema des Erfolgshits gezeigt, denn Charlie versucht nach anfänglichen Schwierigkeiten Peggy Sue permanent seine ewig währende Liebe zu beweisen. Und so kommt der Film zu seinem eigenen Schluss, dass Peggy Sue nicht mit dem Falschen verheiratet sei, sondern Probleme zu einer Ehe gehören.
Die am Anfang des Films verwendete Version Buddy Hollys von Peggy Sue Got Married ist ursprünglich das Demotape gewesen, das er wenige Wochen vor seinem Tod im privaten Rahmen auf seiner Akustikgitarre einspielte. Ungewöhnlich ist dabei, dass Holly mit Peggy Sue Got Married eines der ersten Sequels in der Rockgeschichte schrieb. Die Version selbst war lange Zeit eher unbekannt, da diese Aufnahmen nach dessen Tod im Studio stark bearbeitet wurden. Am 30. Juni wurde Peggy Sue Got Married im Coral Records' Studio A in New York City mit zusätzlichen Instrumenten und Hintergrundgesang versehen und anschließend auf dem Album The Buddy Holly Story veröffentlicht.

### Anachronismen
In Historienfilmen und Filmen, in denen generell unterschiedliche Zeitepochen dargestellt werden, kommt es immer wieder zu Anachronismen. Das heißt, es werden Dinge dargestellt, die entweder nicht mehr oder noch gar nicht existieren dürften. Auch in Peggy Sue hat geheiratet, dessen Handlung im Sommer 1960 spielt, kam es zu kleineren Fehlern:
- So sieht man auf einer Party im Jahr 1960 im Hintergrund einige Bose-Lautsprecher. Die Firma wurde aber erst 1964 gegründet und die spezielle Baureihe 901 „Direct/Reflecting“ kam erst 1968 auf dem Markt.[10]
- Im Donutgeschäft läuft, während sich Peggy Sue und Fitzsimmons unterhalten, im Hintergrund You Can't Sit Down von Phil Upchurch. Upchurch veröffentlichte diesen Song allerdings erst 1961. Und die zu hörende Version von den The Dovells wurde erst 1963 aufgenommen.
- Im Film ist zwar ein Feuerwehrfahrzeug der 1960er zu sehen, die Feuerwehrmänner tragen jedoch Fiberglas-Helme aus den 1980er Jahren.
- Als Peggy Sue in den Schallplattenladen geht, sieht man durch das Schaufenster, dass die Straße doppelte gelbe Fahrbahnstreifen hat. Diese wurden allerdings erst 1961 probeweise eingeführt und fanden schließlich ab 1963 größere Verbreitung. 1960 hätte die Fahrbahn entweder einen doppelten weißen, einen einfachen weißen oder einen einfachen gelben Fahrbahnstreifen haben müssen.

Ebenfalls anachronistisch, aber inhaltlich gewollt, sind einige Anspielungen Peggy Sues auf zukünftige Ereignisse. So nutzt Peggy Sue immer wieder ihr Wissen aus der Zukunft, um andere Sachen sowohl zu bewerten als auch davor zu warnen. Unter anderem erwähnt sie gegenüber ihrer kleinen Schwester Nancy, dass sie die roten M&M’s nicht essen soll, da sie giftig seien. Zwischen 1976 und 1985 waren diese wegen eines bestimmten Farbzusatzes vom Markt genommen und erst nach Änderung der Rezeptur wieder eingeführt worden.

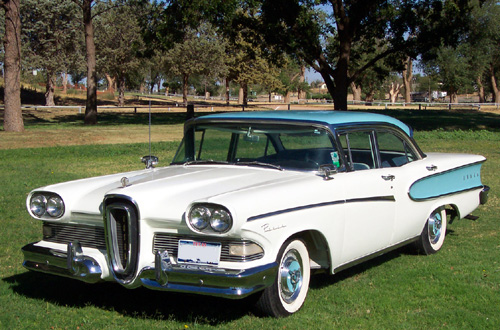
Das im Film verwendete Modell des 1958er Edsel Pacer

Auch als ihr Vater stolz den 1958er Edsel Pacer als teures und neues Fahrzeug präsentiert, macht sie sich darüber lustig, dass er sich einen Edsel (deutsche Synchronisation: Schrottkarre) hat andrehen lassen. Anachronistisch und als Filmfehler zu verstehen ist hierbei, dass die Handlung im Sommer 1960 so nicht hätte stattfinden können, da der Edsel bereits Ende 1959 als Flop galt und vom Markt genommen wurde, wobei sich der 1958er von allen Edsel Pacer noch am besten verkauft hatte. Auch heute gilt der mangelnde Verkauf der Edsel Pacer als einer der größten Flops der Automobilgeschichte.

### Wissenswertes
- Der englische Originaltitel Peggy Sue got married stand mehreren Serien für einzelne Folgen Pate. So hieß die neunte Folge der ersten Staffel von Eine schrecklich nette Familie im Original Peggy Sue got work (deutsch: Dann arbeite ich eben). Auch die vierte Folge der zweiten Staffel von Sledge Hammer! trug im Original mit Peggy Sue got murdered (deutsch: Tödliche Gefühle) einen ähnlichen Namen.
- Die Szene des mystischen Rituals der Loge wurde 2007 in der fünften Folge der elften Staffel von South Park mit dem Titel Fantastic Easter Special (deutsch: Der Osterhasen-Code) nahezu identisch imitiert und parodiert.
- Um eine Anspielung auf den nur ein Jahr zuvor erfolgreich angelaufenen Film Zurück in die Zukunft zu vermeiden, wurde ein Satz nachsynchronisiert. Auf Richards Frage, woher sie komme, sollte Peggy ursprünglich antworten, dass sie zurück aus der Zukunft sei (engl.: „back from the future“). Dies wurde umgewandelt und heißt nun, dass sie aus der Zukunft käme (engl.: „come from the future“).
- Im deutschsprachigen Mad-Magazin wurde in der Ausgabe 216 vom April 1987 eine dreiseitige Parodie mit dem Titel „Peggy Sue hat abgekupfert“ nach Zeichnungen von Mort Drucker und dem Text von Stan Hart veröffentlicht.[14]
- In ihrer 2008 erschienenen Biographie Send Yourself Roses behauptete Kathleen Turner, dass Cage während der Dreharbeiten zweimal, wegen Trunkenheit am Steuer und wegen Diebstahls eines Chihuahua, verhaftet wurde. Seine Anwälte verklagten daraufhin Turner und das Verlagshaus wegen Falschbeschuldigungen und bekamen vor einem Londoner Gericht Recht gesprochen, sodass diese Passagen aus dem Buch entfernt werden mussten.[15] Ebenfalls musste sich Turner öffentlich dafür entschuldigen, die Gerichtskosten übernehmen und einen bestimmten Beitrag an eine karitative Stiftung bezahlen.[16]
- Der damals 84-jährige Schauspieler Leon Ames spielte als Großvater seine letzte Filmrolle vor seinem Tod im Jahre 1993.

## Rezeption
Der Film erhielt überragend positive Kritiken. So zählte die Internetseite Rotten Tomatoes von 24 gewerteten professionellen Kritiken 21 positive, was einem Wert von 88 % entspricht. Allerdings wurde der Film vom breiten Publikum eher mit gemischten Reaktionen aufgenommen, denn gleichzeitig werteten lediglich 47 % von 32.473 Usern den Film positiv, was wiederum bedeutet, dass 53 % aller abgegebenen Stimmen den Film definitiv negativ werteten. Dies wiederum wird vom Onlinefilmarchiv IMDb, einer weiteren Plattform, auf der normale User ihre Filmkritiken abgeben können, tendenziell bestätigt, denn dort gaben 13.373 User dem Film durchschnittlich 6,3 von 10 möglichen Punkten. (Stand: 12. Mai 2020)
Im September 2009 wählte die US-Zeitschrift Entertainment Weekly Peggy Sue hat geheiratet auf Platz 17 der 25 besten High-School-Filme aller Zeiten. Auch in der jährlichen Wahl der Filmbestenlisten des American Film Institute wurde der Film zweimal in Betracht gezogen. Allerdings war der Film anschließend in keiner Bestenliste vertreten. Sowohl zur Wahl der AFI's 100 Years...100 Laughs im Jahr 2000, als der Film auf Platz 250 von 500 landete, als auch zur Wahl der AFI's 10 Top 10 im Jahr, als der Film in der Kategorie Fantasy auf Platz 36 von 50 landete, konnte der Film mittlere Plätze einnehmen.

### Englischsprachige Kritik
In der Washington Post wurde der Film sowohl von Paul Attanasio als auch Rita Kempley am 10. Oktober 1986 rezensiert. Attanasio kommt zu dem Schluss, dass der Film davon erzählt, wie eine reife Frau versucht herauszufinden, was im Leben wirklich wichtig ist und dass es im Film weniger um das „Lösen von Problemen“ geht, sondern vielmehr um das „Akzeptieren von Problemen“. Er lobte die wunderbaren Sets und den visuellen Charakter des Films. Auch habe Turner ein „bemerkenswertes Gespür für Komik“. Außerdem lobte er Nicolas Cage als „geniale Lösung“, da er seine Figur als überstilisierte cartoonhafte Karikatur eines Teenagers aus den 1960er Jahren durch seine Pompadour-Frisur, seine falschen Zähne und seine nasale Stimme wunderbar treffe. Rita Kempley hingegen lobte das wunderbare Drehbuch „mit seinen cleveren Dialogen“ und wunderte sich über die „seltsame Performance“ von Nicolas Cage.
Roger Ebert lobte in der Chicago Sun-Times, dass Kathleen Turner eine Darstellung biete, „die man gesehen haben muss“. Außerdem sei Peggy Sue ein komplexerer Film, als er auf den ersten Blick erscheine, denn er ist sowohl eine „menschliche Komödie, eine nostalgische Erinnerung als auch eine Liebesgeschichte, die zum Teil auch gruselig wird, wenn sie plötzlich die eigenen Erfahrungen wecke“.
Vincent Canby schrieb in der New York Times, der Film sei eine „kleine liebenswerte und saloppe Fantasykomödie mit zärtlicher Erinnerung an Buddy Hollys Titel-Song“. Er verglich ihn mit Zurück in die Zukunft und meinte, Peggy Sue mache sich „weniger Gedanken um die möglichen Konsequenzen, falls es gelingen sollte, die Vergangenheit zu ändern“. Allerdings kritisierte er auch die Chemie der beiden Hauptdarsteller, die nicht zusammenzupassen scheinen würden. Seiner Meinung nach rettet Kathleen Turner den Film durch ihr Timing.
Auch Richard Corliss verglich im Time-Magazine Peggy Sue mit Zurück in die Zukunft und kam zu dem Schluss, „Peggy Sues Reise“ sei „gruseliger“, weil der Hauptcharakter wisse, was bevorsteht: „Tod und Verfall“ der Familie, die sie einst für selbstverständlich hielt; selbst „alltägliche Momente“ würden plötzlich „kostbar“.

### Deutschsprachige Kritik
Der film-dienst schrieb, Peggy Sue hat geheiratet sei „humorvoll und anrührend“. Er erzähle „mit formal wie inhaltlich einfachen, doch ungemein subtil und raffiniert eingesetzten Mitteln“ „eine alltägliche Liebesgeschichte“ und dabei thematisiere er „beiläufig die Frage nach der Freiheit des Menschen, sein Schicksal zu gestalten“. Im Vergleich zu den beiden früheren Pate-Filmen sei Coppolas aufwendiger Naturalismus einer „glänzenden, sinnebetonenden Künstlichkeit“ gewichen. Noch deutlicher als in Cotton Club, Die Outsider und Rumble Fish präsentiere sich diese in der kommerziellen Auftragsproduktion Peggy Sue hat geheiratet. Der Film ähnle einer Neuverfilmung von Das zauberhafte Land, sei ganz und gar unpolitisch und fände eine faszinierende poetische Erzählform.
Robert Fischer (epd Film) meinte, dass der Film zeige, wie ein Erwachsener eine zweite Chance bekäme, sein Leben von der Jugend an zu ändern und somit ein „universaler Traum auf der Leinwand Wirklichkeit“ wird. Ebenfalls kam er zum Schluss, dass es nach Der Pate „Coppolas bester, zweifellos aber sein publikumswirksamster Film“ sei. Er lobte auch die Schauspielleistungen der beiden Hauptdarsteller, denn „Kathleen Turner als Peggy Sue war nie besser“ und Nicolas Cage Leistungen können „wohl nur in der amerikanischen Originalfassung richtig gewürdigt werden“. Mit dieser Meinung war Fischer allerdings sehr allein, denn sowohl Cage als auch alle anderen Filmschaffenden sowie die zeitgenössische US-amerikanische Filmkritik sahen speziell seine Darstellung als Makel des Films. Doch Fischer befand, dass sein „unreifer James Dean imitierender Möchtegern-Liebhaber mit Schmachtlocke und gepflegtem Slang [...] zu den vielen makellosen Elementen in diesem grandiosen Filmvergnügen [zähle], das um ein Haar zu einem Meisterwerk geraten wäre.“
Die Frankfurter Allgemeine Zeitung nannte den Plot ein reizvolles Gedankenspiel. Die Geschichte bleibe aber „nur eine Zeitlang hübsch in der Schwebe“ und sei mit einem „sacharinsüßen und kitschig verklebten Ende“ ausgestattet. Man merke Coppola von Beginn an an, dass er das gefährdete Projekt von einem anderen Regisseur übernommen hätte. Der Geschichte und deren Fortentwicklung fehle „die Seele“. Auch die beiden Hauptdarsteller Kathleen Turner und der „Zappelphilipp“ Nicolas Cage könnten nichts daran ändern.
Für Urs Jenny vom Spiegel war Peggy Sue hat geheiratet ein „"Zurück in die Zukunft" für die reifere Generation“ mit einem „adretten [...], blankgewienerten [...], idyllischen“ Charme und einem „Zuckerguss-Schluß“. Er warf dem Film allerdings auch eine gewisse Orientierungslosigkeit vor, denn weder die Filmmacher wussten, „wozu Peggy Sues Zeitreise gut sein soll.“, noch zeige Peggy Sue irgendwelche Anstalten, ihr Zukunftswissen zu nutzen: „Sie ist bloß rührselig, wenn ihr Vergänglichkeitsgefühle das Herz schwermachen, und sie ist bloß komisch, wenn sie sich verplappert.“ Allerdings lobte er Kathleen Turner, denn sie „spielt und spielt die reife Frau im Teenagerkleidehen so heftig, als ginge es wahrhaft ums Leben, nicht bloß um einen Oscar.“
Der Kölner Stadt-Anzeiger zeigte sich von Peggy Sue hat geheiratet enttäuscht, denn waren Coppolas Werke „stets aufs Äußerste aus“, so begnügte er sich dieses Mal mit einer „einfachen Variation“ stilistischer Mittel. Peggy Sue sei vielmehr „ein Remake von Zemeckis Back To The Future“. Hier seien allerdings nicht „die Kids seine Helden, sondern die Erwachsenen, die sich danach sehnen, alles noch einmal, aber dann ganz anders zu machen.“ Allerdings war an dem Film nicht alles schlecht, denn „Berührend“ seien besonders „die einfachen Erlebnisse“ gewesen, wobei „das kitschige Ende“ eine „bitterböse Klangfarbe“ bekäme, „denn aus der Freiheit, neu zu entscheiden, macht Coppola einen Zwang zur Wiederholung.“
Oliver Maser kam in der Berliner Morgenpost über 25 Jahre nach der Veröffentlichung des Filmes zum Schluss, dass es sich um eine „humorvoll und anrührend“ „wundervolle Liebesgeschichte“ handle, die gekonnt damit spiele, „die Zeit zurückdrehen zu können und das Schicksal selbst in die Hand zu nehmen.“

## Auszeichnungen
Der Film wurde für mehrere Filmpreise nominiert und errang drei Auszeichnungen. Insbesondere Kathleen Turner, der Kameramann Jordan Cronenweth und die Kostümdesignerin Theadora Van Runkle wurden dabei bedacht. So erhielt Peggy Sue hat geheiratet unter anderem:
- drei Nominierungen bei den Oscars 1987: für Kathleen Turner als Beste Hauptdarstellerin, für Jordan Cronenweth als Bester Kameramann und für Theadora Van Runkle für das Beste Kostümdesign.
- drei Nominierungen bei den Saturn Awards: für die Beste Hauptdarstellerin, für das Beste Kostüm und für den Besten Science-Fiction-Film.
- zwei Nominierungen bei den Golden Globes, sowohl für Kathleen Turner als Beste Hauptdarstellerin als auch als Beste Komödie oder Musical.
- Die Deutsche Film- und Medienbewertung FBW in Wiesbaden verlieh dem Film das Prädikat wertvoll.

## Veröffentlichung
Der Film kam am 10. Oktober 1986 in die US-Kinos und konnte bereits am Startwochenende 6,9 Mio. US-Dollar seiner 18 Mio. US-Dollar Produktionskosten in 865 Kinos wieder einspielen. Damit war Peggy Sue hat geheiratet in den USA nach Crocodile Dundee der zweiterfolgreichste Film des Startwochenendes. Insgesamt kam der Film auf ein Einspielergebnis von 41,3 Mio. US-Dollar. Da der Film innerhalb von drei Wochen 22 Mio. US-Dollar einspielte, wurde er damit der bis dahin erfolgreichste angelaufene Film der 1980er Jahre. Allerdings konnte der Film die hohen Erwartungen nicht erfüllen und belegte am Ende des Jahres Platz 19 der erfolgreichsten Filme des Jahres 1986. Seinen deutschen Kinostart feierte der Film am 22. Januar 1987 in Westdeutschland. Für die Ausstrahlung im deutschen Fernsehen hat die ProSiebenSat.1 Media die Rechte, weswegen der Film häufig auf Kabel eins gezeigt wurde.
Auch in weiteren Medien wurde der Film veröffentlicht. So erschien am 31. Oktober 1994 der Soundtrack als CD unter dem Label Colosseum Schallplatten. Bereits am 1. September 1990 erschien in Deutschland die VHS und etwa 10 Jahre später, zum 6. Dezember 2001, wurde die DVD-Version verkauft. Eine BluRay-Veröffentlichung ist bisher nicht geplant.

## Synchronisation
Die deutschsprachige Synchronisation entstand nach dem Dialogbuch und der Dialogregie von Arne Elsholtz bei der Berliner Synchron GmbH.
| Darsteller        | Rolle               | Synchronsprecher       |
| ----------------- | ------------------- | ---------------------- |
| Kathleen Turner   | Peggy Sue Bodell    | Traudel Haas           |
| Nicolas Cage      | Charlie Bodell      | Arne Elsholtz          |
| Barry Miller      | Richard Norvik      | Michael Nowka          |
| Kevin J. O’Connor | Michael Fitzsimmons | Stephan Schwartz       |
| Jim Carrey        | Walter Getz         | Torsten Sense          |
| Don Murray        | Jack Kelcher        | Harry Wüstenhagen      |
| Helen Hunt        | Beth Bodell         | Judith Brandt          |
| Don Stark         | Doug Snell          | Ulrich Gressieker      |
| Ken Grantham      | Mr. Snelgrove       | Klaus Jepsen           |
| Lisa Jane Persky  | Delores Dodge       | Regina Lemnitz         |
| Wil Shriner       | Arthur Nagle        | Norbert Langer         |
| Catherine Hicks   | Carol Heath         | Uta Hallant            |
| Don Stark         | Doug Snell          | Ulrich Gressieker      |
| John Carradine    | Leo                 | Ernst Wilhelm Borchert |
| Joan Allen        | Maddy Nagle         | Marianne Lutz          |
| Lucinda Jenney    | Rosalie Testa       | Susanna Bonasewicz     |

## Musical
Nach dem Text von Jerry Leichtling, dem Drehbuch von Jerry Leichtling und Arlene Sarner und der Musik von Bob Gaudio wurde im August 2001 das Peggy Sue Got Married-Musical im West End Theatre in London uraufgeführt. Die Titelrolle übernahm die Engländerin Ruthie Henshall. Nach weniger als einem Monat wurde es wegen der Terroranschläge am 11. September 2001 eingestellt und trotz positiver Kritiken seitdem nie wieder gespielt.